# Haruka Satō
Haruka Satō (佐藤喜歌; ur. 2 maja 1992) – japońska zapaśniczka. Zdobyła brązowy medal na mistrzostwach Azji w 2014 roku.